# Mala
Mala je bivše naseljeno mjesto u Republici Hrvatskoj u sastavu grada Nove Gradiške u Brodsko-posavskoj županiji.

## O naselju
Mala je bivše naselje danas dio grada Nove Gradiške postojalo do 1948. godine kada je pripojeno gradu Novoj Gradiški.

## Stanovništvo
Prema popisu stanovništva iz 1948. kada je bilo samostalno naselje Mala je imala 743 stanovnika. 
| broj stanovnika | 250   | 319   | 285   | 330   | 337   | 442   | 410   | 475   | 743   |       |       |       |       |       |       |
|                 | 1857. | 1869. | 1880. | 1890. | 1900. | 1910. | 1921. | 1931. | 1948. | 1953. | 1961. | 1971. | 1981. | 1991. | 2001. |